# سنگ فرامافیک
سنگ فرامافیک (انگلیسی: Ultramafic rock) سنگ آذرینی است که عمدتاً شامل کانی‌های مافیک آهن و منیزیم‌دار بوده و محتوی آلومینیم و سیلیس آن از سنگ متوسط پوسته‌ای کمتر باشد.
در ای زمینه اصطلاح فرابازی (ultrabasic) هم کاربرد داشته است. در زمین‌شناسی، سنگ آذرینی با مقدار سیلیسی کمتر از سنگ‌های بازی (کمتر از ۴۵ درصد سیلیس). بخشی از سیستم طبقه‌بندی‌ای بوده‌است که مبتنی بر مفهوم نادرستِ درجهٔ اسیدی و قلیایی سیلیس بود. اصطلاح فرابازی زمانی کاربرد گسترده‌ای داشت، اما اکنون جای خود را به اصطلاح فرامافیک داده‌است.